# フォー・ミー・アンド・マイ・ギャル (映画)
『フォー・ミー・アンド・マイ・ギャル』(For Me and My Gal) は、1942年のアメリカ合衆国のミュージカル映画。
バスビー・バークレーが監督を務め、ジュディ・ガーランド、ジーン・ケリー、ジョージ・マーフィが主演し、マルタ・エゲルト、ベン・ブルーが助演した。ケリーにとって本作がデビュー作となった。
第一次世界大戦中、ヴォードヴィル俳優のハリー・パルマーが自身とジョー・ヘイデンについて執筆した草稿を基に、リチャード・シャーマン、フレッド・F・フィンクルホフ、シド・シルバースが脚本を執筆した。メトロ・ゴールドウィン・メイヤーのアーサー・フリードのチームがプロデュースした。

## ストーリー
ヴォードヴィル全盛期、アメリカは第一次世界大戦に参戦間近となる。ヴォードヴィリアンのジョー・ヘイデン（ジュディ・ガーランド）およびハリー・パーマー（ジーン・ケリー）はブロードウェイにあるパレス・シアターでの公演、そして終演後の結婚を約束する。
公演数週間前、ハリーは召集令状を受け取る。出征を遅らせるため、ハリーは故意に手を怪我する。同日、ジョーは医学生の兄弟が戦死したことを知る。
ハリーが意図的に怪我をしたことを知ったジョーはハリーを拒絶し公演を降板する。ハリーは上演を諦めて入隊しようとするが、手が不自由となったため入隊することができない。ハリーはYMCAに参加し、前線隊への慰問に出掛ける。
ハリーと仲間は危険地帯に入り、救護隊が砲撃されるのを未然に防ぐ。ハリーは敵の潜伏部隊の砲台の機関銃を破壊している最中に負傷し、その勇気を称えられる。
戦後、パレス・シアターで祝勝会が行なわれる。ジョーが「ジョニーが凱旋するとき」を歌っていると、観客の中にハリーがいることに気付く。ジョーはハリーのもとに駆け寄り再会し、過去に2人が初めて共演した「フォー・ミー・アンド・マイ・ギャル (曲)」を共に歌う。

## キャスト
- ジョー・ヘイデン：ジュディ・ガーランド
- ハリー・パーマー：ジーン・ケリー
- ジミー・K・メトカフ：ジョージ・マーフィ
- イヴ・ミナード（歌手）：マルタ・エゲルト
- シド・シムズ（ジミーの相棒）：ベン・ブルー
- ウエアリング氏（パレス・シアターの支配人）：スティーブン・マクナリー
- ニューヨーク・パレスのドアマン：ロバート・ホマンズ（クレジット無し）
- リリー・ダンカン：ルシル・ノーマン（クレジット無し）
- ジム：エドワード・ペイル・シニア（クレジット無し）
- ダニー・ヘイデン（ジョーの兄弟）：リチャード・クワイン（クレジット無し）
- フランス人医師：アディソン・リチャーズ（クレジット無し）
- エディ・ミルトン（劇場エージェント）：キーナン・ウィン（クレジット無し）

## 楽曲
バスビー・バークレーの監督作品であるが、本作ではバークレーの特色である大規模なミュージカル・シーンがない。ボビー・コノリー振付によるヴォードヴィル・シーンが多い。
- Oh, You Beautiful Doll – ナット・エイヤー作曲、シーモア・ブラウン作詞、ロジャー・イーデンス追加作詞。ジョージ・マーフィ、ジュディ・ガーランド他が演じる。
- For Me and My Gal – ジョージ・メイヤー、エドガー・レスリー、レイ・ゴーツ作詞作曲。ジーン・ケリー、ジュディ・ガーランドが演じる。
- When You Wore a Tulip and I Wore a Big Red Rose – パーシー・ウェンリッチ作曲、ジャック・マホニー作詞。ジーン・ケリー、ジュディ・ガーランドが演じる。
- アフター・ユーヴ・ゴーン/After You've Gone – ターナー・レイトン作曲、ヘンリー・クリーマー作詞。ジュディ・ガーランドが歌う。
- Ballin' the Jack – クリス・スミス作曲、ジム・バリス作詞。ジーン・ケリー、ジュディ・ガーランドが演じる。
- Till We Meet Again – リチャード・ホワイティング作曲、リチャード・イーガン作詞。マルタ・エゲルト、アンサンブルが歌う。
- 第一次世界大戦中のヒット曲：By the Beautiful Sea、There's a Long, Long Trail、How Ya Gonna Keep 'em Down on the Farm (After They've Seen Paree)?、Where Do We Go from Here, Boys、遥かなティペラリー/It's a Long Way to Tipperary、Good Bye Broadway, Hello France、(There are) Smiles (That Make Us Happy)、Oh! Frenchy、ジョニーが凱旋するとき/When Johnny Comes Marching Home Again、Pack Up Your Troubles in Your Old Kit-Bag, and Smile, Smile, Smile
- カットされた曲：Spell of the Waltz（マルタ・エゲルト、男声コーラス）、Three Cheers for the Yanks（ラルフ・ブレイン、ヒュー・マーティン作曲）[3]

## 制作
ミッキー・ルーニーと共に子役として活動してきたジュディ・ガーランドは19歳になり、本作で初めて成人女性を演じた。オリジナルの脚本ではハリー・パーマーの役は、ガーランド演じる歌手と、ドラマチックな役柄のダンサーと、女性2人と関わるはずであった。当時MGMのアドバイザーでガーランドの演技指導者であったステラ・アドラーはプロデューサーのアーサー・フリードに、2つの役を合わせてガーランドに演じさせることを提案した。またアドラーはジーン・ケリーが主演することも提案した。
当時29歳であったケリーはブロードウェイ・ミュージカルの『パル・ジョーイ』で主演し、『Best Foot Forward』を振り付けるなど舞台で活躍していた。プロデューサーのデヴィッド・O・セルズニックはケリーと映画1本出演の契約をし、撮影終了後にケリーはブロードウェイに戻る予定であった。しかしセルズニックはケリーを配役しないまま1年が過ぎた。アーサー・フリードが本作『フォー・ミー・アンド・マイ・ギャル』にケリーを出演させてよいか尋ね、セルズニックは契約を譲渡した。MGMのフリードの上司から反対されたが、ケリーは役を得た。当初ジョージ・マーフィがハリー・パーマー役を演じる予定であったが、ケリーが出演するにあたり、ケリーがハリー・パーマー役、マーフィがジミー・メトカフを演じることとなった。
ジーン・ケリーとジュディ・ガーランドはうまくいっていた。ガーランドはケリーがハリー役となったことを好ましく思っており、ケリーの舞台演技を映画での演技に合わせようとするのを手伝っていた。さらにガーランドは監督バスビー・バークレーと不仲であり、ケリーを自分の側に引き入れた。ケリーとガーランドは他に『踊る海賊』(1948年)、『サマー・ストック (映画)』(1950年)で共に主演した。
またドイツで30本以上の映画に出演していたハンガリーの歌手マルタ・エゲルトのアメリカ映画デビューとなった。しかしエゲルトはアメリカでは2本しか出演することはなかった。
1942年4月3日から5月23日、カリフォルニア州カルヴァー・シティにあるMGMのスタジオで制作され、6月に追加シーンが撮影された。予算は$803,000と見積もられている。制作中のタイトルは『Me and My Gal』および『The Big Time』が使用されていた。
プレビュー上映の際、観客はエンディングに満足しなかった。観客はジョー（ガーランド）がハリー（ケリー）ではなくジミー（マーフィ）と結ばれることを望んでいた。ルイス・B・メイヤーは3週間で、ケリーの役柄をより誠実に、マーフィの出番を少なく制作し直すよう命じた。

## 公開
1942年10月21日、ニューヨークでプレミア上映され、11月26日、ロサンゼルスで公開された。アメリカおよびカナダで$2,894,000、その他で$1,477,000の計$4,371,000の興行収入があり、この年最もヒットした作品の1つとなり、MGMは$2,098,000の利益を上げた。
1988年8月、アメリカ国内でMGM/UAホーム・ビデオよりVHSがリリースされ、2004年4月6日、ワーナー・ホーム・ビデオよりDVDがリリースされた。

## 受賞歴
ロジャー・イーデンス（編曲）、ジョージー・ストール（音楽監督）がアカデミー作曲賞にノミネートされた。ジーン・ケリーはナショナル・ボード・オブ・レビューから男優賞を受賞した。
アメリカン・フィルム・インスティチュートより、2004年に「For Me and My Gal」がアメリカ映画主題歌ベスト100にノミネートされ、2006年にミュージカル映画ベストにノミネートされた。